# Franz Gustav von Wandel

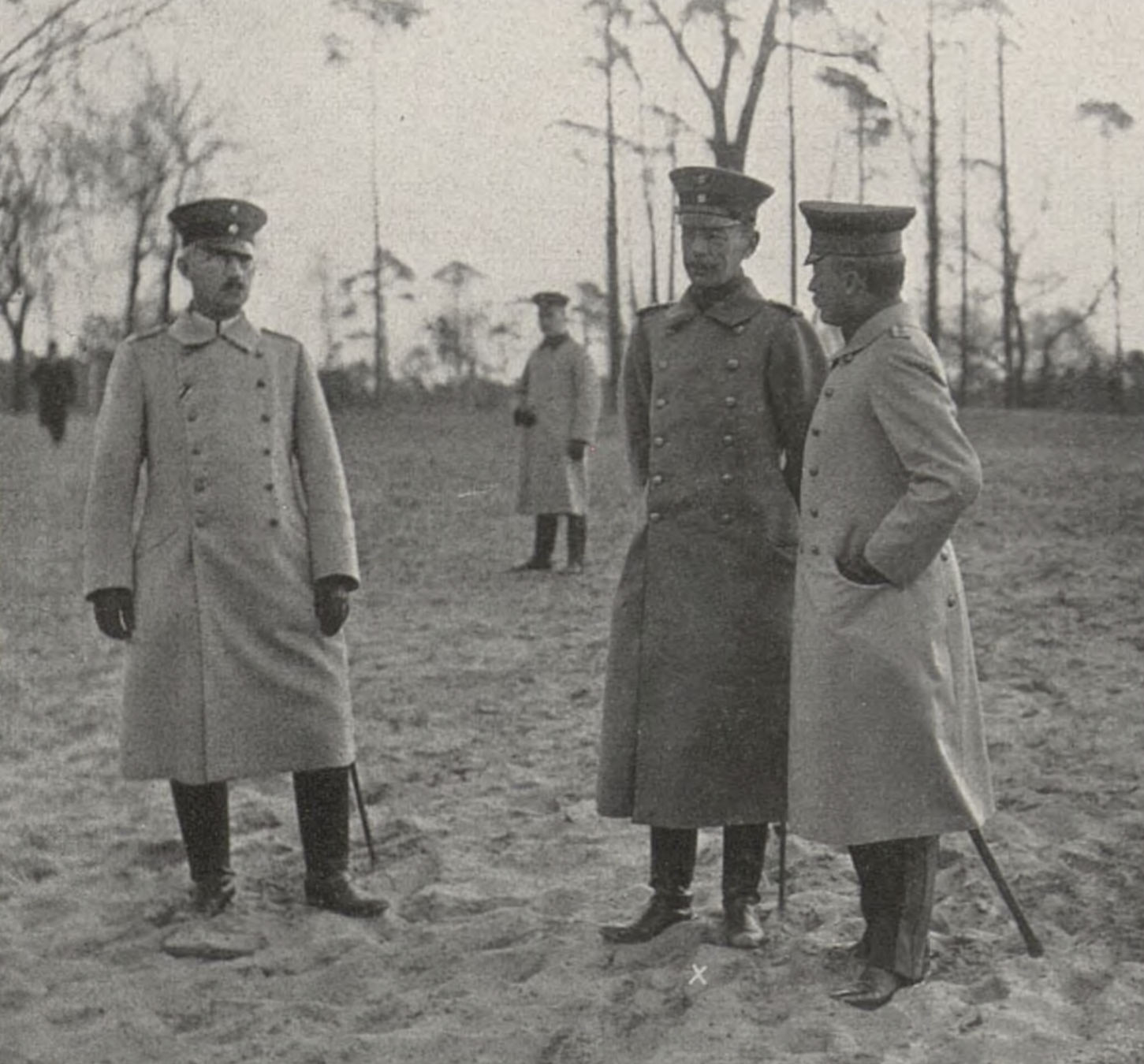
Franz Gustav von Wandel (X, 1916)

Franz Gustav Wandel, seit 1913 von Wandel, (* 30. Januar 1858 in Danzig; † 29. Dezember 1921 in Bonn) war ein preußischer General der Infanterie.

## Leben
Nach der Schulausbildung trat er als Offizieranwärter in die Preußische Armee ein und wurde 1875 zum Fahnenjunker befördert. Von 1893 bis 1895 war er Hauptmann und Kompaniechef im Infanterie-Regiment „Herzog Friedrich Wilhelm von Braunschweig“ (Ostfriesisches) Nr. 78. Nach einer Tätigkeit im Kriegsministerium von 1895 bis 1900 wurde er Bataillonskommandeur und im Anschluss 1902 Chef einer Abteilung im Großen Generalstab. 1903 erfolgte seine Ernennung zum Chef einer Abteilung im Kriegsministerium sowie im Anschluss 1905 zum Chef des Generalstabes des XV. Armee-Korps in Straßburg.
1907 wurde er zum Oberst befördert und zugleich Chef der Armeeabteilung im Kriegsministerium. Danach wurde er 1909 Direktor des Allgemeinen Kriegsdepartements des Ministeriums und als solcher 1912 zum Generalleutnant befördert. 1913 wurde er Gouverneur von Köln und am 16. Juni 1913 anlässlich des 25-jährigen Regierungsjubiläums von Kaiser Wilhelm II. in den erblichen preußischen Adelsstand erhoben.
Nach dem Beginn des Ersten Weltkriegs wurde Wandel am 1. September 1914 zum Stellvertretenden Kriegsminister ernannt. „Da der damalige Minister Erich von Falkenhayn sich fast immer im Hauptquartier aufhielt, blieb die Leitung des Ministeriums faktisch in von Wandels Händen, der ein ausgezeichneter Administrator war. Er verstand sich gut mit den Arbeiterverbänden, weniger mit den Industriellen und dem ADW.“ Dem aufkommenden Antisemitismus im preußischen Offizierskorps trat Wandel entgegen. Aufkommende Gerüchte über jüdische Drückebergerei und Vorschläge einer Judenstatistik wurden von ihm strikt zurückgewiesen. Er war für den Erlass "Ergänzung der Offiziere während des Krieges, vom 29. September 1914" verantwortlich, welcher den Zugang zum Offiziersrang (auch für jüdische Soldaten) erleichterte. Als Mitarbeiter der Kriegsminister Erich von Falkenhayn und Adolf Wild von Hohenborn wies er am 26. Juni 1915 die Oberen Militärbehörden an, gegen die Agitation linker Kriegsgegner entschiedener vorzugehen. Im August 1916 wurde die Oberste Heeresleitung durch Paul von Hindenburg und Erich Ludendorff ausgewechselt, die Tage von Franz Gustav von Wandel im Kriegsministerium waren gezählt. Am 29. September 1916 trat von Wandel zurück. 1916 folgte darüber hinaus zum Eintritt in den Ruhestand seine Beförderung zum General der Infanterie. Als die Judenzählung stattfand, war er bereits nicht mehr im Amt.
Für seine Verdienste war Wandel im August 1915 mit dem Kronenorden I. Klasse mit Schwertern ausgezeichnet worden.
Wandel heiratete am 20. August 1896 in Wiesbaden Katharina Schulz (* 25. Februar 1873 in Kassel; † unbekannt). Das Ehepaar hatte eine Tochter namens Margarete.